# Johnny Firebird
Johnny Firebird ist eine im Jahr 2010 in Regensburg gegründete Punkrock/Rock-’n’-Roll-Band.

## Bandmitglieder
Die Band besteht aktuell (Stand 2017) aus den Gründungsmitgliedern „Schtifn J. Firebird“ (bürgerlich Stefan Matejka; Gesang), J.D.Stroy (bürgerlich Jürgen Streu; Gitarre), Stich (vollständig Christoph Stich; Gitarre), Schek (bürgerlich Joachim Radewald; Bass) und Heinz (vollständig Heinz Lehmann; Schlagzeug). Der Sänger Schtifn spielte früher bei der Band The Holy Kings als „Hulk Räckorz“ und die vier Instrumentalisten waren bei der Punkrock-Formation Use To Abuse tätig, deren Sänger Harry aus der Formation ausstieg. Da sich beide Gruppen ziemlich zeitgleich auflösten, fand man schnell zueinander.
Sänger Schtifn ist noch als Drummer bei der Band Glorious Thieves tätig. Er ist als Keyboarder auf Alben der Radio Dead Ones zu hören und war auch auf der letzten Tour an den Tasten vertreten. Frühere Bands waren, wie bereits erwähnt, The Holy Kings und Rumblebumblebees. Des Weiteren gibt es noch ein Sideproject namens Superpop. Die vier Musiker J.D.Stroy, Stich, Schek und Heinz waren bei der Band Use To Abuse tätig, die sich um 2010 auflöste. J.D.Stroy spielte in frühen Jahren bei der deutschen Hardcore-Band Growing Movement, die in den 1990er Jahren Erfolge feiern konnte und u. a. mit der Bostoner Hardcore Legende Slapshot und Ignite auf ausgedehnter Europatour unterwegs war.

## Wirken
Johnny Firebird hat bis heute über 100 Konzerte u. a. mit Turbobier, Kotzreiz, The Vageenas, Slime, Demented Are Go und vielen anderen mehr in Deutschland, Österreich und Tschechien absolviert. Beispielsweise waren sie 2012 auf dem Festival Nikolaus raus zusammen mit 2nd District, The Suburbs und The Vageenas sowie im Münchner Feierwerk zu sehen, 2016 im Kulturzentrum Faust in Hannover als Vorband von Slime, 2017 im Münchner Backstage, im Nürnberger Z-Bau als Vorband von Turbobier, in der Alten Kaserne in Landshut und im Leipziger 4Rooms zu sehen.
Auf ihrem Album Finders Keepers, Losers Weepers bezieht die Band in ihren Texten klar Stellung gegen Rassismus und Menschenfeindlichkeit. Besonders hervorzuheben wären hier die Songs „Finders Keepers“ oder „No More“. Das Album erhielt zahlreiches Feedback in Szenemagazinen.
Die Band betreibt ein eigenes Label Ghost Town Noize mit angeschlossener Bookingagentur. Alle Produktionen und Aufnahmen werden in Eigenregie, also komplett Do it yourself (DIY) durchgeführt. Unterstützung findet das Label durch Partner wie Oakfield Mastering und der Promo Agentur Noisolution.

## Diskografie
Alben:
- 2011: First Flight (H1 Records)[20]
- 2013: s/t (Ghost Town Noize)[2]
- 2015: Hope Dies First (Ghost Town Noize)[21]
- 2017: Finders Keepers, Losers Weepers (Ghost Town Noize)[17]
- 2019: Wide Awake (Ghost Town Noize)

Kompilationen:
- 2015: Moments auf Beat The Reaper – A Tribute To Kinokneipe Regensburg (Sampler)[22][23][24]
- 2015: What You Want auf Ghost Town Noize Vol. 1 (Promo-Sampler; Ghost Town Noize)
- 2017: R'N'R News (Split-Single mit Motor City Mayhem; Ghost Town Noize)[25]